# Ich bin Kuba
Ich bin Kuba (Originaltitel: Soy Cuba) ist ein sowjetisch-kubanischer Propagandafilm aus dem Jahre 1964, bei dem Michail Kalatosow Regie führte. Der Film zeigt in vier im vorrevolutionären Kuba angesiedelten, inhaltlich eigenständigen Episoden, wie sich aus dem Leiden der Bevölkerung der Widerstand gegen das Regime von Fulgencio Batista formiert. Er wurde weder von der kubanischen noch von der russischen Öffentlichkeit positiv aufgenommen und war fast vollständig vergessen, bis er von Filmschaffenden aus den USA in den 1990er Jahren wiederentdeckt wurde. Die akrobatischen Kamerafahrten und die markante Inszenierung verhalfen dem Film insbesondere im angloamerikanischen Raum zu spätem Ruhm.

## Handlung
Der Film besteht aus vier eigenständigen Geschichten über das Leiden der kubanischen Bevölkerung und ihre Reaktion darauf, die von passivem Dulden in der ersten bis zu bewaffnetem Widerstand in der letzten reicht. Zwischen den Episoden stehen poetische Monologe eines weiblichen lyrischen Ichs, das sich selbst als Kuba bezeichnet.
In einer Art Prolog folgt die Kamera zunächst einem hölzernen Kahn auf einer schmalen Wasserstraße durch ein ärmliches Dorf. Das lyrische Ich spricht dazu über die Bewunderung, die Christoph Kolumbus gegenüber Kuba empfunden habe, und das süße Zuckerrohr, das dem Land viele Tränen bereitet habe. Es folgt ein Umschnitt auf das Dach eines Hotels, auf dem gerade ein Rock-’n’-Roll-Trio spielt und ein Schönheitswettbewerb von Bikini tragenden Frauen stattfindet. In einer langen Plansequenz bewegt sich die Kamera sodann an der Seite des Gebäudes nach unten bis zu einer tieferen Ebene, auf der sich viele Touristen an einem Schwimmbecken tummeln. Die Kamera folgt einer brünetten Frau in Badekleidung in das Schwimmbecken und unter die Wasseroberfläche, wo sie sie neben weiteren Badenden beim Schwimmen und Tauchen zeigt.
Nach diesem Vorspann beginnt die erste Geschichte, die sich um die junge Frau Maria dreht. Diese ist gezwungen, als Tänzerin und Prostituierte „Betty“ in einem von Havannas Nachtclubs zu arbeiten, der insbesondere von reichen Amerikanern frequentiert wird. Marias Freund Rene, der als Obstverkäufer arbeitet, weiß nichts von ihrem Beruf. Auf Drängen eines Kunden nimmt Maria diesen mit zu ihrer kleinen Hütte in einem ärmlichen Viertel Havannas. Am nächsten Morgen wirft er ihr ein paar Dollar hin und nimmt ihre wertvollste Habe, eine Halskette mit Kruzifixanhänger, mit. Als er gerade aufbricht, kommt Rene herein und sieht seine beschämte Verlobte. Der Amerikaner verabschiedet sich gefühllos von „Betty“ und lässt den verdutzten Rene einfach stehen. Auf dem Rückweg durch die Slums wird er von hungrigen Kindern umlagert.
Die nächste Geschichte handelt von dem Bauern Pedro, der gerade seine bislang größte Zuckerrohrernte großgezogen hat. Als Pedro gerade mit der Ernte begonnen hat, kommt sein Verpächter zu seinem Bauernhof geritten, um ihm mitzuteilen, dass er Pedros Land an United Fruit verkauft habe, und Pedro und seine Familie unverzüglich gehen müssten. Auf Nachfrage erklärt er, dass Pedro auch die Ernte nicht behalten dürfe, und reitet davon. Pedro gibt seinen Kindern gegenüber vor, dass alles in Ordnung sei. Er händigt ihnen das ganze Geld aus und trägt ihnen auf, sich in der Stadt zu amüsieren. Nachdem sie gegangen sind, setzt Pedro die Ernte und die Wohnhütte der Familie in Brand. Er bricht zusammen und stirbt.
Die dritte Geschichte beschreibt die Unterdrückung rebellischer Studenten an der Universität von Havanna, die von einer Figur namens Enrique angeführt werden. Enrique brennt ein Autokino nieder, das gerade Filmaufnahmen des Diktators Batista zeigt, und rettet Gloria, eine junge Frau, die auf offener Straße von amerikanischen Matrosen bedrängt worden ist. Er widersetzt sich der Parteidisziplin und zieht los, um einen brutalen Polizeichef vom Dach eines Wolkenkratzers aus zu erschießen, aber als er ihn durch das Zielfernrohr im Kreis seiner Familie sieht, kann er nicht abdrücken. Während Enrique weg ist, drucken seine Mitstreiter Flugblätter. Es kommt zu einer Hausdurchsuchung und die Studenten werden verhaftet. Einer der Revolutionäre beginnt, Flugblätter von einem Balkon zu der darunter versammelten Menschenmenge hinabzuwerfen, und wird von einem Polizeibeamten erschossen. Daraufhin führt Enrique eine Protestkundgebung an der Universität an. Die Polizei setzt Wasserwerfer ein, um die Versammlung aufzulösen. Nachdem die Demonstration einen gewalttätigen Verlauf nimmt, wird Enrique von demselben Polizeichef, auf den er zuvor gezielt hat, erschossen. Sein Körper wird bei einem großen Trauermarsch, an dem auch Gloria teilnimmt, durch die Straßen Havannas getragen.
Der letzte Teil zeigt Mariano, einen typischen Bauern, der die Aufforderung eines Revolutionssoldaten, sich den Rebellen anzuschließen, zurückweist. Der Soldat appelliert an Marianos Wunsch nach einem besseren Leben für seine Kinder, aber Mariano will nur in Frieden leben und besteht darauf, dass der Soldat geht. Unmittelbar danach beginnen jedoch Flugzeuge der Regierung, das Gebiet wahllos zu bombardieren. Marianos Hütte wird zerstört und sein kleiner Sohn getötet. Infolgedessen schließt er sich den Rebellen in den Bergen der Sierra Maestra an und erkämpft sich heldenhaft ein Gewehr von dem Feind. Der Film endet mit einem Triumphmarsch der Guerilla-Armee nach Havanna, um die Revolution auszurufen.

## Entstehung
Kurz nachdem die Kubanische Revolution 1959 die Diktatur von Fulgencio Batista gestürzt hatte, wandte sich das kubanische Filminstitut (ICAIC) auf der Suche nach Unterstützung im Filmbereich an andere sozialistische Staaten, insbesondere um dem Problem fehlender Fachkräfte zu begegnen. Das Filmprojekt begann auf dem zweiten Internationalen Filmfestival Moskau 1961, wo Alfredo Guevara, der Direktor des ICAIC, Koproduktionsverträge mit den Mosfilm-Studios abschloss. Die Sowjetunion stellte danach die wichtigsten Personen der Filmcrew (u. a. den Regisseur, einen Drehbuchautor, den Kameramann und die Filmeditorin) zur Verfügung. Auch die technische Ausrüstung für die Dreharbeiten brachten die sowjetischen Kooperationspartner selbst mit, und sie ließen sie nach dem Dreh aufgrund einer informellen Vereinbarung in Kuba zurück. Das Budget des Films belief sich auf 600.000 US-Dollar.
Der Prozess der Vorbereitung, des Drehs und des Schnitts des Films erwies sich als lang, beklemmend und insbesondere voller Schwierigkeiten zwischen der kubanischen und der russischen Seite im Hinblick auf das ästhetische Verständnis. Die Leitung des ICAIC beauftragte Enrique Pineda Barnet, die russische Filmcrew mit allen Informationen zu versorgen und sie mit den territorialen und kulturellen Aspekten des Landes vertraut zu machen. Aufgrund dieser Erfahrung machten Urussewski und Kalatosow Pineda Barnet neben Jewtuschenko zum Ko-Drehbuchautor. Urussewskis und Kalatosows Intention bestand darin, einen poetischen Film über den revolutionären Kampf des kubanischen Volkes gegen das Batista-Regime und den Kolonialismus zu machen. Den Prozess der Revolution teilten sie in vier Aspekte auf: 1. Warum die Revolution stattfand, 2. Die Stadt, unter Beteiligung der Studenten und der Arbeiter, 3. Das Land und die Probleme der armen ländlichen Bevölkerung, 4. Das Heldengedicht in den Bergen der Sierra Maestra. Sie fügten einen Prolog, einen Epilog und eine Erzählerin hinzu, obwohl Pineda Barnet diese Elemente als sich wiederholend und didaktisch ablehnte. Zur Einstimmung auf die plastische Konzeption des Films zeigte Kalatosow seinen Mitarbeitern Filmaufnahmen, die Sergej Eisenstein in Mexiko angefertigt hatte.
Die Dreharbeiten dauerten von Oktober 1962 (nach anderer Quelle: Februar 1963) bis Juni 1964. Gedreht wurde ausschließlich mit einer Kamera des Typs Éclair Cameflex CM3. Zu den Drehorten in Havanna zählten die Hotels Capri und Habana Libre, die Zigarrenfabrik von H. Upmann sowie das Armenviertel "Las Yaguas". Die zweite Geschichte (um den Bauern Pedro) wurde in der westkubanischen Provinz Pinar del Rio verfilmt. Die Filmemacher bedienten sich innovativer technischer Hilfsmittel. So bauten sie für den Dreh der – auf dem Dach des Hotels Capri spielenden – Hotelsequenz zu Beginn des Films einen primitiven Holzaufzug, der von Hand hinabgelassen werden konnte. Der erste Kameraoperateur filmte auf der oberen Ebene und übergab die Kamera dann an einen zweiten, der sich im Aufzug befand und mit ihr hinabfuhr. Unten angekommen übernahm der dritte Operateur die Kamera und trug sie über die untere Ebene und in den Pool. Um die Kamera vor dem Wasser zu schützen, wurde ihr eine Plastiktüte übergezogen. Beim Dreh der Begräbnisszene setzte die Filmcrew eine an zwei Seilen befestigte, eigens für diesen Anlass konstruierte Gerätschaft ein. Der Apparat, an dessen Unterseite die Kamera mit einem Magnet befestigt war, konnte von Hand etwa 100 Fuß (das entspricht etwa 30,5 Meter) weit aus dem Fenster hinaus bewegt werden. Zum Dreh des abschließenden Triumphmarsches wurden auf Vermittlung von Raúl Castro etwa 5.000 kubanische Soldaten aus der Provinz Oriente an einen entlegenen Ort gebracht.

## Veröffentlichung, Vergessen und Wiederentdeckung
Die Premiere von Ich bin Kuba fand am 24. Juli 1964 in dem Kino La Rampa in Havanna, nach einer anderen Quelle am 26. Juli 1964 gleichzeitig im Teatro Cuba von Santiago de Cuba und in Moskau statt. Trotz der großen Unterstützung wurde der Film von Publikum und Presse beider Produktionsländer überwiegend ablehnend aufgenommen. Die kubanische Presse rügte, die Kameramänner und ihre tanzenden Kameras zeigten „Zirkusszenen“, an denen die Kubaner kein Interesse hätten. Der Kritiker Luis M. López betitelte seine Rezension in der Zeitschrift Bohemia gar "Ich bin nicht Kuba" und nannte den Film eine "monströse und unglaubliche Deformation". Er kritisierte die Kameraführung als "unerträglich" und bemängelte eine fehlerhafte Diagnose der Ursachen der Revolution (US-amerikanische Touristen statt der eigenen Verstrickung in den Kapitalismus in der Vergangenheit) sowie eine grobe Verletzung der Fakten. Andere Kritiker feierten die eindrücklichen formalen Werte des Films. In der UdSSR wurde Ich bin Kuba als naiv, nicht revolutionär genug, sogar als zu wohlwollend gegenüber dem Leben der bourgeoisen Klasse angesehen, die vor Castro in Kuba an der Macht gewesen war. Die sowjetische Zensur fürchtete den Film, weil er zu idealistisch war und dem sowjetischen Volk das amerikanische Leben in Kuba zeigte. Der Film wurde daher bereits nach einer Woche in der UdSSR und nach zwei Wochen in Kuba wieder abgesetzt und verschwand in den Archiven. Bei seiner Erstveröffentlichung erreichte er zudem keine westlichen Länder, weil er eine kommunistische Produktion war.
Als die UdSSR in den frühen 1990er Jahren zerfiel, war Ich bin Kuba praktisch unbekannt. Im Jahr 1992 ließ der kubanische Schriftsteller Guillermo Cabrera Infante eine nicht untertitelte Kopie des Films auf dem Telluride Film Festival im Rahmen einer Kalatosow-Retrospektive aufführen. Das San Francisco International Film Festival zeigte den Film 1993. Mit Unterstützung der Regisseure Martin Scorsese und Francis Ford Coppola veröffentlichte der auf verschollene und vernachlässigte Filme spezialisierte Verleih Milestone Film & Video den Film 1995 in den USA auf DVD. In Europa wurde der Film erstmals im Rahmen der Internationalen Filmfestspiele von Cannes 2003 aufgeführt. Der brasilianische Filmemacher Vicente Ferraz stellte 2004 einen Dokumentarfilm mit dem Titel Soy Cuba, O Mamute Siberiano fertig, für den er in Kuba Personen interviewte, die an Ich bin Kuba mitgewirkt hatten. Die einzige DVD-Veröffentlichung im deutschsprachigen Raum erschien 2005 bei dem schweizerischen Verleih trigon-film.

## Kritiken nach der Wiederentdeckung

### Angelsächsischer Raum
Die Kritiken zum Film im angelsächsischen Raum fielen nach seiner Wiederentdeckung überwiegend positiv aus. Roger Ebert hält ihn als „Beispiel für lyrisches Schwarzweißkino“ für immer noch beeindruckend. Für Richard Gott von The Guardian bleibt Ich bin Kuba einer der großen Filme der 1960er Jahre. Gott erkennt in ihm „einen epischen und poetischen Bericht, der seinen Gegenstand [übersteige]“. Der Film „[beschwöre] brilliant die vibrierende Atmosphäre der Insel und des außerordentlichen Jahrzehnts, als die Kubaner die amerikanische Sphäre verließen und begannen, nach ihrer Fantasie eine neue Weltordnung zu formen“. Stephen Holden von der New York Times erkennt in Ich bin Kuba aufgrund der visionären Kameraführung „viel mehr als ein Relikt kommunistischen Kitsches“. Negativ fallen für Holden vor allem die eindimensionalen Charaktere ins Gewicht. Dass der Film unablässig Helden und Feinde monumentalisiere, möge visuell eindrucksvoll sein, es werde aber irgendwann ermüdend. Für Jonathan Rosenbaum (Chicago Reader) entzieht sich der Film einer Bewertung, er sei zugleich „unbestreitbar monströs und atemberaubend schön, lächerlich und Ehrfurcht einflößend“. J. Hoberman (Village Voice) vergleicht die Wiederentdeckung des Films mit dem wundersamen Wiederauftauchen eines sibirischen Wollhaarmammuts, das unter dem Sand eines Kokosnusshains überdauert hat. Den Film selbst bezeichnet er als "bewegend und lähmend zugleich" sowie als "so überheblich wie sein Titel". Dieser versteinerte den Moment, in dem der bereits todgeweihte Sozialistische Realismus es gewagt habe, Cha-Cha-Cha zu tanzen. Paul Julian Smith lobt den Film in Sight & Sound als „eine bemerkenswert exzentrische und lyrische Hymne an die transformatorischen Kräfte des Kinos“.

### Deutschsprachiger Raum
Auch die deutschsprachigen Kritiker zeigten sich beeindruckt. Laut Ekkehard Knörer (Die Tageszeitung) raubt die Form von Ich bin Kuba dem Zuschauer unfehlbar den Atem. Knörer erkennt in der Kamera, die kaum je stillzustehen scheine, die eigentliche Protagonistin des Films. Für Geri Krebs von der Neuen Zürcher Zeitung ist der Film ein „faszinierendes kinematographisches Zwitterwesen“. Es handele sich bei ihm um „sowjetisches Revolutionskino in der Tradition eines Pudowkin oder Eisenstein, doch verpflanzt in das tropische Ambiente eines Landes, das sich soeben vom neokolonialistischen Joch befreit hat“. Das Lexikon des internationalen Films würdigt Ich bin Kuba als einen „durch seine visuelle Gestaltung [beeindruckenden] Film“, dessen Pathos „durch seine Wärme den Rahmen des sozialistischen Realismus [sprenge]“.

## Deutung
Nach Damaris Puñales-Alpízar versucht das filmische Narrativ, eine Metapher der Insel und ihrer Geschichte zu schaffen, der zufolge Kuba und die Revolution eine Einheit bilden. Anders ausgedrückt sei das einzige mögliche Ziel für die Insel die Revolution gewesen, aber nicht irgendeine Revolution, sondern die, die stattgefunden habe. Der Film werde so zu einer symbolischen Produktion, die ihrem Regisseur und den weiteren Mitwirkenden dazu habe dienen sollen, ihr Bedürfnis danach zu befriedigen, der sowjetischen Imagination über die kubanische Revolution eine Form zu geben. Zudem habe in gewisser Weise die Faszination gerechtfertigt werden sollen, die die Spitze des sowjetischen Politbüros in den ersten Jahren nach der Machtübernahme durch die Bärtigen in Bezug auf jene jungen Menschen empfunden habe, die das nordamerikanische Imperium wenige Meilen vor ihrer Küste herausgefordert hätten.
Puñales-Alpízar betont überdies, dass alles in Ich bin Kuba eine Allegorie ist. Die Erzählerin sei Kuba, die Figur sei das kubanische Volk an dem Punkt, an dem es sich einer Revolution anschließe. Nach Rob Stone sind die menschlichen Charaktere des Films Metaphern für Kuba, die aufeinanderfolgend prostituiert, auf die Straße gesetzt, vergewaltigt, mit Wasser beworfen, zerbombt und erschossen werden, bevor sie sich den Kräften der Aufständischen anschließen in einer Art ekstatischer Einheit mit der Sache, die gesegnet wird durch einen kurzen, ätherischen Blick auf Fidel Castro.